# مورچه‌مرغ سیاه‌سفید
مورچه‌مرغ سیاه‌سفید (نام علمی: Myrmochanes hemileucus) نام یک گونه از تیره مورچه‌مرغ است.